# 三重県道60号伊勢松阪線
三重県道60号伊勢松阪線（みえけんどう60ごう いせまつさかせん）は、三重県伊勢市から松阪市に至る主要地方道（三重県道）である。

## 概要

### 路線データ
- 起点：伊勢市中島1丁目803番1（三重県道37号鳥羽松阪線交点・中島交差点）[1]
- 終点：松阪市本町2175番地先（三重県道24号松阪久居線交点）[1]
- 総延長：24.972 km（平成31年4月1日現在　「路線認定調書」より）[1]

## 歴史
- 1959年（昭和34年）1月25日 - 三重県道420号伊勢魚見松阪線として伊勢市から重要な経過地の多気郡三和町を経由し松阪市までが県道に認定される[2]。

- 1993年（平成5年）5月11日 - 建設省（現・国土交通省）から、一般県道伊勢魚見松阪線が伊勢松阪線として主要地方道に指定される[3]。
- 1994年（平成6年）4月1日 - 上記の政令に伴い三重県道420号伊勢魚見松阪線を廃止し、三重県道60号伊勢松阪線の路線を認定する[4]。また、重要な経由地としての三和町を明和町に改める。
- 2012年（平成24年）12月14日 - 伊勢市宮町二丁目655番から伊勢市御薗町高向字下蓼原1546番1まで、1428.80mの区間を廃止[5]。また、伊勢市宮川一丁目818番9から伊勢市御薗町高向字下蓼原1650番3まで、約1.9kmの区間を平成24年12月16日午後3時に供用開始すると告示[5][6]。
- 2012年（平成24年）12月16日 - 伊勢市中島1丁目地内から伊勢市御薗町高向地内まで、約1.9kmの区間を供用開始。この区間を含む伊勢南北幹線道路[注 1]は2つの鉄道路線を立体交差にすることで踏切を回避しており、踏切によって慢性的に渋滞が発生している伊勢市街地内を通過する道路の代替となることが期待されている[7][8]。

## 路線状況

### 別名
- 伊勢南北幹線道路（伊勢市中島・中島交差点 - 伊勢市御薗町高向・豊浜大橋南交差点）
- パティオ通り（松阪市）

### 重複区間
- 三重県道511号豊北港小俣線（伊勢市磯町・宮川大橋付近 - 伊勢市立豊浜西小学校前）
- 三重県道756号松阪環状線 近鉄道路（松阪市魚見町 - 松阪市下七見町）
- 三重県道37号鳥羽松阪線（松阪市・大津町交差点 - 松阪市清生町・清生南交差点）

## 地理
伊勢市街地の中島を出発して、伊勢南北幹線道路にて参宮線をオーバーパス、近鉄山田線をアンダーパスする。豊浜大橋南交差点にて左折したのち、豊浜大橋で宮川を渡る。伊勢市北部の各町を北上しながら連絡し、明和町に至る。明和町では伊勢市から続く田園を通り抜け、山大淀で西に向きを変え、行部地区から道幅が狭くなる。そのまま松阪市に入り、幸生町で南下する。ここより松阪市街地に達し、三重県道24号に連絡して終点となる。

### 通過自治体
- 伊勢市
- 多気郡明和町
- 松阪市

### 交差する道路
重複区間を除く。
- 三重県道37号鳥羽松阪線（起点）

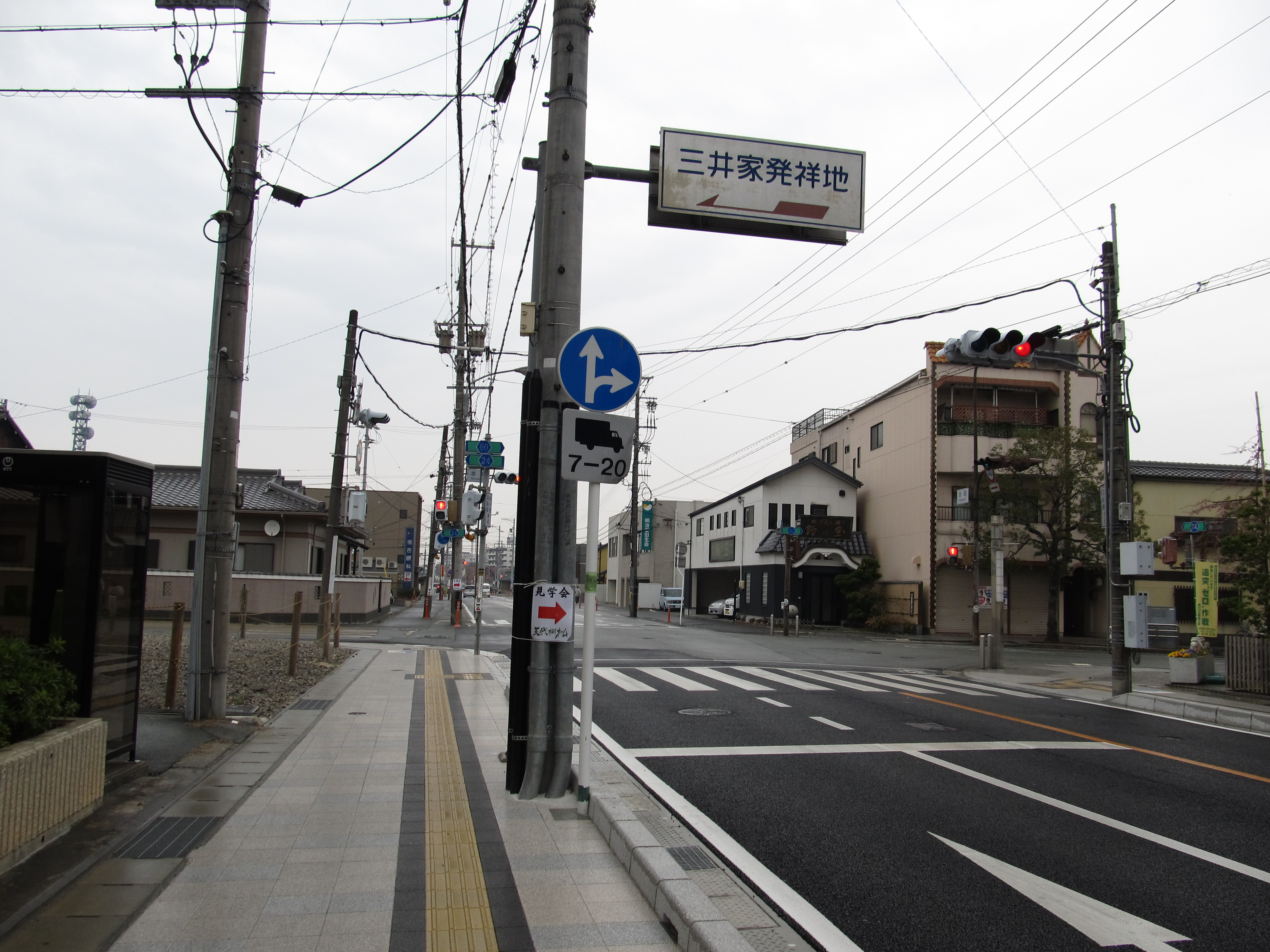
終点・本町交差点（県道24号松阪久居線との交点）

- 三重県道748号大湊宮町停車場線（伊勢市御薗町高向・豊浜大橋南交差点）
- 三重県道511号豊北港小俣線（伊勢市磯町）
- 三重県道511号豊北港小俣線（伊勢市磯町）
- 三重県道714号村松明野停車場線（伊勢市村松町）
- 三重県道713号東大淀小俣線（伊勢市東大淀町）
- 三重県道510号大淀港斎明線（多気郡明和町大淀）
- 国道23号（多気郡明和町行部・行部1交差点）
- 三重県道707号南藤原竹川線（多気郡明和町大字前野）
- 三重県道706号東黒部早馬瀬線（松阪市魚見町）
- 三重県道59号松阪第2環状線（松阪市大宮田町）
- 国道42号（松阪市佐久米町）
- 三重県道705号大淀東黒部松阪線（松阪市幸生町・幸生町交差点）
- 三重県道37号鳥羽松阪線（松阪市大津町）
- 三重県道37号鳥羽松阪線（松阪市清生町）
- 国道166号（国道369号重複。松阪市愛宕町）
- 三重県道20号松阪停車場線（松阪市・日野町交差点）
- 三重県道24号松阪久居線（終点）

### 沿線にある施設など
- 横浜ゴム三重工場
- 伊勢市立豊浜西小学校
- 伊勢市豊浜支所
- 伊勢市立北浜小学校
- 伊勢市北浜支所
- 旧伊勢市立北浜中学校
- 大淀海岸海水浴場
- 大淀工業団地
- 清生団地
- 三重交通松阪営業所
- 柳屋奉善
- 和田金